# Aeroportul Huizhou
Aeroportul Huizhou (IATA: HUZ, ICAO: ZGHZ) este un aeroport din Pingtan Town⁠(d), districtul Huiyang⁠(d), Huizhou⁠(d), Guangdong, Republica Populară Chineză ce deservește zona Huizhou⁠(d). Aeroportul a fost tranzitat în 2022 de 1.035.008 pasageri. A fost deschis în 5 februarie 2015 și numit după zona deservită.
Aeroportul dispune de o singură pistă.